# Presa de Cleto
Presa de Cleto är en ort i Mexiko.   Den ligger i kommunen San Pedro och delstaten Coahuila, i den centrala delen av landet, 800 km nordväst om huvudstaden Mexico City. Presa de Cleto ligger 1 099 meter över havet och antalet invånare är 264.
Terrängen runt Presa de Cleto är huvudsakligen platt, men söderut är den kuperad. Runt Presa de Cleto är det mycket glesbefolkat, med 3 invånare per kvadratkilometer. Närmaste större samhälle är San Marcos, 10,8 km väster om Presa de Cleto. Trakten runt Presa de Cleto är ofruktbar med lite eller ingen växtlighet.